# Psectrocladius spinifer
Psectrocladius spinifer är en tvåvingeart som först beskrevs av Oskar Augustus Johannsen 1928.  Psectrocladius spinifer ingår i släktet Psectrocladius och familjen fjädermyggor.
Artens utbredningsområde är Kalifornien. Inga underarter finns listade i Catalogue of Life.